# Johannes Hack
Johannes Hack (* 1875 in Engelhelms; † 10. April 1950 in Petersberg) war ein deutscher Lehrer und Heimatforscher zu Osthessen.

## Leben
Johannes Hack besuchte zunächst die Volksschule in Florenberg und anschließend die Präparandenschule in Fritzlar. Er absolvierte das Lehrerseminar in Fulda. Im Jahr 1895 legte er das erste Lehrerexamen ab und 1900, nach diversen Vertretungsstellen, seine zweite Staatsprüfung. Im Anschluss erhielt er eine Lehrerstelle in Künzell. Ab dem Jahr 1906 arbeitete er als Lehrer, später als Konrektor, an der Volksschule Petersberg im Landkreis Fulda, die seit ihrem Neubau in den Jahren 1950/51 seinen Namen trägt.
Er wurde im Jahr 1936 pensioniert.

## Werke (Auswahl)
- Über die Auswanderung fuldaischer Landesuntertanen nach Ungarn im 18. Jahrhundert. 1931.
- Johannes Hack (Hrsg.): Geschichte u. Kunst d. Petersberges über Fulda mit e. Rückblick in s. Vorgeschichte; Lebensbeschreibg d. Hl. Lioba. Fuldaer Actiendruckerei 1936.
- Traute Heimat meiner Lieben: Heimatklänge. Rhön-Verlag 1999, ISBN	3-931-7965-66.